# Dorothea Mackellar
Dorothea Marion Isobel Mackellar (Sydney, 1º luglio 1885 – 14 gennaio 1968) è stata una poetessa e scrittrice australiana.

## Biografia
Nacque a Sydney nel 1885, figlia del noto medico e parlamentare Charles Mackellar.
Sebbene sia cresciuta in una famiglia di città, la poesia della Mackellar è considerata generalmente di tipo rurale, ispirata dalla sua esperienza nella fattoria dei fratelli presso Gunnedah, nel Nuovo Galles del Sud nordoccidentale.
Oltre a scrivere poesie, Mackellar scrisse anche romanzi, uno da sola e altri due in collaborazione con Ruth Bedford.
Nel 1968, nel New Year's Day Honours Dorothea Mackellar fu proclamata officier dell'Ordine dell'Impero Britannico per il suo contributo alla letteratura australiana. Due settimane dopo morì; riposa con il padre e la famiglia nel Waverley Cemetery, affacciato sull'oceano.
Nel 1983, per l'Australia Day, il 26 gennaio, è stata inaugurata una statua commemorativa di Dorothea Mackellar.
Nel 1984 un abitante di Gunnedah ha creato il premio "Dorothea Mackellar Poetry Awards", diventato una competizione nazionale per gli studenti australiani.